# Relações internacionais do Azerbaijão
As relações internacionais do Azerbaijão podem ser descritas como próximas com países como a Rússia, Turquia, Estados Unidos e Israel, e distantes ou conflitantes com países como a Armênia e o Irã. O conceito básico da política externa do Azerbaijão visa preservar e fortalecer a independência nacional e a integridade territorial, desenvolver relações de igualdade e de reciprocidade, e estabelecer laços amistosos com todos os países do mundo. Entre as tendências anteriores estão as relações com os vizinhos da Eurásia, incluindo os países da Comunidade dos Estados Independentes, as nações com o qual divide fronteiras, os seus parceiros comerciais tradicionais europeus, bem como os principais Estados mundiais, além dos membros do Conselho de Segurança das Nações Unidas, e os países do mundo islâmico e turco.
O Azerbaijão é membro de mais de 50 organizações internacionais incluindo as Nações Unidas, o Conselho da Europa, a Comunidade dos Estados Independentes, a Organização da Conferência Islâmica, a Organização para a Segurança e Cooperação na Europa, Conselho de Cooperação do Atlântico Norte, FMI, OMC, a Administração Conjunta das Artes e da Cultura Túrquica. É também membro observador da Comunidade Econômica Eurasiana.